# Davide Tortorella
Davide Tortorella (Milano, 16 maggio 1961) è un autore televisivo, paroliere e traduttore italiano.

## Biografia
Figlio di Cino Tortorella e della pianista Jacqueline Perrotin, Davide Tortorella ha iniziato a lavorare all'età di 11 anni aiutando il padre a scrivere testi e quiz per trasmissioni televisive per ragazzi come Chissà chi lo sa? (condotta da Febo Conti), Scacco al re e Dirodorlando (condotte da Ettore Andenna).
Dopo una breve esperienza con Freeradio, collabora con alcune emittenti televisive locali, in particolare Telealtomilanese e Antenna 3 Lombardia; per quest'ultima realizza sul finire degli anni ottanta dal titolo Musica in blue jeans e diversi giochi a quiz per ragazzi fra cui "Classe di ferro", dove incomincia a interpretare il ruolo di "Telenotaio" come poi farà per 7 anni in La ruota della fortuna e in altri quiz condotti da Mike Bongiorno.
All'attività in campo televisivo ha sempre affiancato quella in campo editoriale. È stato editor di narrativa e saggistica per Leonardo editore. 
È autore di traduzioni dal francese, dall'inglese e dal tedesco per Adelphi, Arnoldo Mondadori Editore, Bompiani, Il lavoro editoriale, Henry Beyle.
Ha effettuato numerosi editing per Aldo Busi e Umberto Pasti.

### Programmi TV come autore
Nel 1983-1984 è l'autore di M'ama non m'ama (presentato da Marco Predolin e Sabina Ciuffini, sostituita nel secondo anno da Ramona Dell'Abate), trasmesso da Retequattro.
Nel 1985 inizia a collaborare con Canale 5; è arbitro di gioco e autore di Doppio Slalom, presentato da Corrado Tedeschi. Il programma rimane in palinsesto per 6 anni, per circa 1200 puntate complessive.
Nel 1990 firma per Canale5 i testi del game-show giornaliero Babilonia, condotto da Umberto Smaila, e per Italia Uno i testi di Urka! presentato da Paolo Bonolis, e diversi speciali per Canale 5, inoltre è ideatore del gioco Telelotto per Telemontecarlo condotto da Raffaele Pisu.
Nel 1991 è autore di Anteprima, un magazine quotidiano sul cinema realizzato per il circuito Tele+1.
Nel 1992 firma il varietà-gioco La grande sfida condotto da Gerry Scotti, in onda su Canale 5 tutti i venerdì sera. Nello stesso anno realizza anche per Rai 1 un rotocalco televisivo quotidiano dal titolo Ci vediamo.
Dal 1992 al 1994 è ideatore e autore di A tutto volume condotto da Alessandra Casella, un programma per parlare di libri in TV trasmesso su Italia 1. Nell'autunno 1994 è tra gli autori de La Domenica Sportiva. Nel 1996 è autore di Vinca il migliore, gioco pre-serale condotto da Gerry Scotti su Canale 5.
Dal 1997 al 2003 è autore e presenza fissa in studio come giudice di gara in La ruota della fortuna, condotto da Mike Bongiorno.
Ha firmato i testi di programmi quali Momenti di gloria, Bravo Bravissimo e Genius, condotti da Mike Bongiorno; Facce da Quiz condotto da Gigi Sabani; Bravo Bravissimo Club, quiz per ragazzi in onda su Rete 4 condotto da Maria Teresa Ruta.
Nel 2005 cura i testi e la gestione artistica di Top of the Pops, il format di origine britannica in onda su Italia Uno per 52 sabati all'anno. 
Nel 2006, in Il migliore, torna a fare il giudice di gara, come già alla Ruota della fortuna. Nel 2009 è Capoprogetto della seconda edizione di Sei più bravo di un ragazzino di 5ª?. Nel 2010 firma i testi della riedizione di Top of the Pops su Rai 2. Nel 2011 è ideatore e autore del game Parole crociate in onda sul canale Iris e collabora ai testi delle prime due edizioni di The Money Drop su Canale 5, condotto da Gerry Scotti.

### Autore e musicista
Tra il 1990 e il 1993, collabora artisticamente con la cantautrice Giuni Russo e con la musicista Maria Antonietta Sisini, alla composizione di molti brani come: Fonti mobili, Amala, La donna è mobile, Suggestione mentale, Una la verità (prima versione di Amala), Mezzanotte al sole, Io non so amare e La sposa.

### Le telepromozioni
Agli impegni di autore di programmi televisivi, a partire dal 1990 affianca l'attività di autore di telepromozioni in collaborazione con Publitalia, ideando e sviluppando per le reti Mediaset parecchi progetti di televendite (Festivalbar, Disco per l'estate, La macchina del tempo, Mitiche, ecc.).
 Sua è la sceneggiatura del format ideato da Elena Flauto  Emporio per Vivere, promo soap in onda tutti i giorni per tre anni su Canale 5 all'interno della soap-opera Vivere, che nel 2000 vince il premio conferito dall'Associazione Pubblicitari Italiani come telepromozione più originale dell'anno.

## Le canzoni scritte da Davide Tortorella per altri artisti
Questa sezione contiene tutte le canzoni scritte da Davide Tortorella per altri artisti.
| Anno | Titolo              | Autori del testo                                         | Autori della musica                   | Interpreti  |
| ---- | ------------------- | -------------------------------------------------------- | ------------------------------------- | ----------- |
| 1992 | Amala               | Giuni Russo, Davide Tortorella e Maria Antonietta Sisini | Giuni Russo                           | Giuni Russo |
| 1997 | Fonti mobili        | Giuni Russo, Davide Tortorella e Maria Antonietta Sisini | Giuni Russo                           | Giuni Russo |
| 2003 | Io non so amare     | Giuni Russo, Davide Tortorella e Maria Antonietta Sisini | Giuni Russo e Maria Antonietta Sisini | Giuni Russo |
| 2003 | Una la verità       | Giuni Russo, Davide Tortorella e Maria Antonietta Sisini | Giuni Russo e Maria Antonietta Sisini | Giuni Russo |
| 2003 | La donna è mobile   | Giuni Russo, Davide Tortorella e Maria Antonietta Sisini | Giuni Russo e Maria Antonietta Sisini | Giuni Russo |
| 2003 | Mezzanotte al sole  | Giuni Russo, Davide Tortorella e Maria Antonietta Sisini | Giuni Russo e Maria Antonietta Sisini | Giuni Russo |
| 2003 | La sposa            | Giuni Russo, Davide Tortorella e Maria Antonietta Sisini | Giuni Russo                           | Giuni Russo |
| 2003 | Suggestione mentale | Giuni Russo, Davide Tortorella e Maria Antonietta Sisini | Giuni Russo e Maria Antonietta Sisini | Giuni Russo |
| 2003 | Ecco perché         | Denis Gaita e Davide Tortorella                          | Denis Gaita                           | Lu Colombo  |

## Opere
- 1994, "Le pistole di Cicerone", insieme ad Alessandra Casella, casa editrice Baldini & Castoldi (ISBN 8885989535)
- 1990, "Pazza", libro/cassetta in collaborazione con Aldo Busi, Bompiani

## Traduzioni
- "Hollywood Babilonia II" (ISBN 8845915581) di Kenneth Anger;
- "Le lettere di Groucho Marx" (ISBN 8845908909);
- "L'ultimo tocco di Lubitsch" (ISBN 8845909786) di Samson Raphaelson;
- "La catena delle umiliazioni" (ISBN 8835501806) di Botho Strauß;
- "Signore e signori" (ISBN 884591898X) e "Scritto sul corpo" (ISBN 8845920704) di Alan Bennett;
- "Disperazione" di Vladimir Nabokov (ISBN 8845920941);
- "Alice a letto" di Susan Sontag;
- "Tutte le cazzate che dice mio padre" di Justin Halpern;
- "The New Yorker. Lo humour dei gatti" (ISBN 9788877685872);
- "The New Yorker. Lo humour dei libri" (ISBN 9788877686176);
- "The New Yorker. Lo humour delle donne"
- "The New Yorker. Lo humour in ufficio"
- "Feccia" di Paul Williams
- "Uno zero" di Hanif Kureishi
- "Love + Hate" di Hanif Kureishi
- "Memorie di un baro" di Sacha Guitry
- "Gatti e cani" di Howard P. Lovecraft
- "La vita normale" di Yasmina Reza